# Elección para gobernador de Connecticut de 2022
La elección para gobernador de Connecticut de 2022 se llevó a cabo el 8 de noviembre. El gobernador demócrata titular, Ned Lamont, se presentó a la elección buscando la reelección para segundo mandato, ganando la contienda con el 56% de los votos.

## Resultados

### Generales
| Partido                                   | Partido                      | Candidato       | Votos     | %     |
| ----------------------------------------- | ---------------------------- | --------------- | --------- | ----- |
|                                           | Demócrata                    | Ned Lamont      | 710,186   | 55.97 |
|                                           | Republicano                  | Bob Stefanowski | 546,209   | 43.05 |
|                                           | Independiente de Connecticut | Rob Hotaling    | 12,400    | 0.98  |
|                                           |                              |                 |           |       |
| Total                                     | Total                        | Total           | 1,268,893 | 100   |
| Participación                             | Participación                | Participación   | 1,292,847 | 57.57 |
| Registrados                               | Registrados                  | Registrados     | 2,245,844 |       |
|                                           |                              |                 |           |       |
| Fuente: 2022 Connecticut Election Results |                              |                 |           |       |

### Por condado
|            | Lamont Demócrata | Lamont Demócrata | Stefanowski Republicano | Stefanowski Republicano | Hotaling Independiente | Hotaling Independiente | Total   |
| Condado    | Votos            | %                | Votos                   | %                       | Votos                  | %                      | Total   |
| ---------- | ---------------- | ---------------- | ----------------------- | ----------------------- | ---------------------- | ---------------------- | ------- |
| Fairfield  | 185,900          | 58.76            | 128,434                 | 40.59                   | 2,056                  | 0.65                   | 316,390 |
| Hartford   | 185,124          | 59.64            | 121,948                 | 39.29                   | 3,313                  | 1.07                   | 310,385 |
| Litchfield | 36,591           | 44.77            | 44,282                  | 54.18                   | 858                    | 1.05                   | 81,731  |
| Middlesex  | 41,052           | 54.87            | 32,940                  | 44.02                   | 830                    | 1.11                   | 74,822  |
| New Haven  | 157,023          | 54.93            | 126,124                 | 44.12                   | 2,723                  | 0.95                   | 285,870 |
| New London | 55,174           | 54.94            | 43,902                  | 43.71                   | 1,353                  | 1.35                   | 100,429 |
| Tolland    | 31,348           | 52.38            | 27,748                  | 46.36                   | 753                    | 1.26                   | 59,849  |
| Windham    | 18,264           | 46.32            | 20,688                  | 52.47                   | 474                    | 1.20                   | 39,426  |